# هوشنگ بازوند
هوشنگ بازوند (زاده ۱۳۴۱) سیاستمدار اهل ایران است که از آبان ۱۴۰۳ سرپرست شرکت ساخت و توسعه زیربنا‌های حمل و نقل کشور است. وی با رأی اعتماد هیئت دولت از شهریور ۱۳۹۲ تا شهریور ۱۳۹۶ استاندار استان لرستان و از مهر ۱۳۹۶ تا دی ۱۴۰۰ استاندار استان کرمانشاه بود.

## اعتراضات سراسری آبان ۹۸
هوشنگ بازوند با توجه به اختیارات و موقعیت خود در مقام استاندار کرمانشاه و رئیس شورای تأمین استان، نقشی تعیین‌کننده در سرکوب اعتراضات آبان ۹۸ داشته‌است. تبیین حدود وظایف و اختیارات هر یک از ارگان‌ها و نهادها در رابطه با امنیت استان و مراقبت مستمر بر رویدادهای امنیتی و انتظامی به منظور ممانعت از تبدیل آن‌ها به بحران و آشوب از جمله وظایف او است که مسئولیت تیراندازی به معترضان با سلاح‌های مرگبار و اخلال در اینترنت به منظور جلوگیری از اطلاع‌رسانی در جریان اعتراضات سراسری آبان را متوجه او می‌کند. سازمان‌های حقوق بشری با انتشار گزارش‌های متعدد هویت هشت نفر از جانباختگان اعتراضات مردمی آبان در استان کرمانشاه را «برهان منصورنیا، محسن کرمی‌نیا، یونس جلیلی، سعید رضایی، مظفر وطن‌دوست، عبدالرضا شیرزادی و نادر بیژن‌وند» اعلام کردند.
وی در آن زمان در واکنش به این اعتراضات، شهروندان معترض در استان کرمانشاه را «عده‌ای قلیل» توصیف کرد که از سوی «دشمنان کشور و گروهک‌های معاند» حمایت می‌شوند. او در جلسه شورای برنامه‌ریزی و توسعهٔ استان در این رابطه اعلام کرده‌بود: «تخریب‌کنندگان و اغتشاشگران خیلی از واحدهای اقتصادی شهر کرمانشاه را به آتش کشیدند و وابسته به پژاک، داعش، منافقین و معاندین نظام بودند که توسط نیروهای امنیتی و انتظامی شناسایی شدند و با این افراد برخورد قاطع و قانونی خواهد شد.»

## تخلفات در دوران استانداری کرمانشاه
در ۱۱ تیر ۱۴۰۲ سید جواد حسینی کیا نمایندهٔ حوزهٔ انتخابیه سنقر در دورهٔ دهم مجلس شورای اسلامی از تهیهٔ گزارشی ۱۱۰ صفحه‌ای از تخلفات مالی و اداری هوشنگ بازوند در دوران استانداری کرمانشاه خبر داد و گفت در صورت امضای نمایندگان استان کرمانشاه در صحن مجلس مطرح خواهد شد.